# Tomasz Szadek
Tomasz Szadek was een Poolse componist van de latere 16e eeuw.
Hij behaalde een graad in de Vrije Kunsten in 1569 en werd mogelijk tot priester gewijd rond 1572-1574 en werkte aan de Wawel Kathedraal in Krakau. Vanaf 1578 was hij lid van en mannenkoor, de Capalla Roruntistarum, dat verbonden was aan de Sigismund Kapel van de Kathedraal. Al zijn stukken, in stijl verwant aan de laat-Nederlandse school, schreef hij met dit koor in gedachten. Hij schreef onder andere een mis gebaseerd op het chanson Puis ne me peult venir van Crequillon.
- Bibliothèque nationale de France: cb138130090 (data)
- Gemeinsame Normdatei: 1032092033
- International Standard Name Identifier: 0000 0001 1639 0064
- Library of Congress Control Number: no93032941
- Nationale Bibliotheek van Letland: 000349862
- Virtual International Authority File: 49650951
- WorldCat: E39PBJjCJXp8c3cfVYxcg6CbBP